# Klavdia Fomicheva
Klavdia Yakovlevna Fomicheva (Fomichyova) (em russo:  Клавдия Яковлевна Фомичёва) foi uma oficial e piloto de combate soviética. Ela lutou na Segunda Guerra Mundial como comandante de um esquadrão de bombardeiros de mergulho. Fomicheva foi agraciada com o título de Heroína da União Soviética no dia 18 de agosto de 1945.

## Envolvimento na política
Em 1945 Klavdia Fomicheva participou na fundação da Federação Democrática Internacional das Mulheres em Paris.